# Abdelaziz Barrada
Abdelaziz Barrada, ibland känd som endast Abdel, född 19 juni 1989 i Provins, Seine-et-Marne, död 24 oktober 2024 i Paris, var en fransk-marockansk fotbollsspelare (central mittfältare) som spelade för bland annat Getafe och Marseille.

## Klubbkarriär
Efter att han spelat tre år för Paris Saint-Germain:s reservlag, flyttade Barrada 2010 till Spanien och Getafe, där han först fick spela för klubbens reservlag, som för första gången spelade i Segunda División B. Den 14 mars 2011 skrev han på sitt första proffskontrakt med klubben.
Den 28 augusti 2011 gjorde Barrada sin debut i La Liga för Getafe, detta spelandes från start i 60 minuter i en 1–1-match mot Levante UD. Han blev omedelbart en del av tränaren Luís Garcías startelva.
Den 6 november 2011 gjorde Barrada sitt första mål för Getafes A-lag, vilket hjälpte klubben, som spelade över 60 minuter med endast 10 spelare, till en 3–2-hemmavinst över Atlético Madrid. Följande månad, den 17 december, gjorde han två mål i en 2–1-vinst över RCD Mallorca.

## Landslagskarriär
Han var uttagen i Marockos U23-trupp till olympiska sommarspelen 2012. Han var även uttagen i Marockos trupp till Afrikanska mästerskapet 2013.

### Landslagsmål
| Mål # | Datum            | Arena                                  | Motståndare  | Mål | Resultat | Tävling                                |
| ----- | ---------------- | -------------------------------------- | ------------ | --- | -------- | -------------------------------------- |
| 1     | 13 oktober 2012  | Stade de Marrakech, Marrakech, Marocko | Moçambique   | 1–0 | 4–0      | Kval till afrikanska mästerskapet 2013 |
| 2     | 15 juni 2013     | Stade de Marrakech, Marrakech, Marocko | Gambia       | 1–0 | 2–0      | Kval till VM 2014                      |
| 3     | 14 augusti 2013  | Grand Stade de Tanger, Tanger, Marocko | Burkina Faso | 1–2 | 1–2      | Vänskapsmatch                          |
| 4     | 7 september 2014 | Stade de Marrakech, Marrakech, Marocko | Libyen       | 2–0 | 3–0      | Vänskapsmatch                          |